# Radovanci
Radovanci su naselje u Republici Hrvatskoj u Požeško-slavonskoj županiji, u sastavu općine Velika.

## Zemljopis
Radovanci su smješteni oko 1 km zapadno od Velike,  susjedna naselja su Velika na istoku, Draga i Potočani na zapadu.

## Stanovništvo
Prema popisu stanovništva iz 2001. godine Radovanci su imali 517 stanovnika, dok su prema popisu stanovništva iz 1991. godine imali 502 stanovnika.
| broj stanovnika | 610   | 501   | 410   | 395   | 436   | 455   | 487   | 541   | 502   | 509   | 508   | 143   | 434   | 502   | 517   | 483   | 409   |
|                 | 1857. | 1869. | 1880. | 1890. | 1900. | 1910. | 1921. | 1931. | 1948. | 1953. | 1961. | 1971. | 1981. | 1991. | 2001. | 2011. | 2021. |